# Mobara

Mobara (茂原市 Mobara-shi?), este un municipiu din Japonia, prefectura Chiba.